# Let's Get Out! 〜20th Anniversary Best〜
『Let's Get Out! 〜20th Anniversary Best〜』（レッツ・ゲット・アウト 〜トゥエンティース・アニバーサリー・ベスト〜）は2009年8月5日にNAYUTAWAVE RECORDS/ユニバーサルミュージックから発売された吉田栄作の3作目のベスト・アルバム。規格品番はUPCH-20163。

## 解説
1989年9月6日に8センチCD「どうにかなるさ -Chasing My Dream-」（00FA-4020）でファンハウスから歌手デビュー後、20周年を迎えた記念のベスト・アルバム。
収録曲については、インターネットでのファン投票により決定された。
ソロ名義のほか、仙道敦子とともに「NOA」名義で発表をした「今を抱きしめて」（1993年11月3日発売：FHDF-1329）も収められている。
本アルバムでの歌手名英語表記はこれまでの音楽活動時と同様、「A-SAKU YOSHIDA」である。
特典として、ミュージック・ビデオのDVD-Videoが付属している。ミュージック・ビデオのDVD映像商品化は本作が初めてとなった。他に約37分のショート・フィルム「NO PROBLEM」が収録されているが、本映像は歌手デビュー前のものである。
同時に、CDシングル「心の旅（ver.2009）」が発売された（初回盤：UPCH-89057、通常盤：UPCH-80137）。初回盤付属のDVDでは、「心の旅（ver.2009）」のミュージック・ビデオに加え、活動20周年に対する思いや「心の旅」を再びカバーする思い等を語ったインタビューが収録された。
これらアルバムとシングル発売日に20周年記念イベントが東京都内のプリンスホテルで開催されたほか、本作発売以降もライブを含めた音楽活動を実施している。

## 収録曲

### CD-DA
1. 心の旅（4:35）
  - 作詞・作曲:財津和夫、編曲:梁邦彦
  - コーラスアレンジ:町支寛二
2. MAY 〜君に逢うために〜（4:33）
  - 作詞・作曲:有賀啓雄、編曲:安部潤
3. もしも君じゃなきゃ（4:14）
  - 作詞:松井五郎、作曲:井上大輔、編曲:梁邦彦
4. 僕は何かを失いそうだ（5:44）
  - 作詞・作曲:陣内大蔵、編曲:梁邦彦
5. 陽の当たる場所へ（5:00）
  - 作詞:森浩美、作曲:井上大輔、編曲:西本明
  - コーラスアレンジ:町支寛二
6. V 〜ヴィクトリー〜（5:01）
  - 作詞:森浩美、作曲:歌川和彦・若狭義之、編曲:梁邦彦
  - コーラスアレンジ: 景家淳
7. プラトニック 〜あと1センチ傘が寄ったら〜（5:01）
  - 作詞・作曲・編曲:有賀啓雄
8. 真夏の路上 〜午前3時のWILD BOY〜（4:22）
  - 作詞・作曲:浜田省吾、編曲: 梁邦彦
  - コーラスアレンジ:町支寛二
9. おまえがいなけりゃ（5:29）
  - 作詞:松井五郎、作曲:山田直毅、編曲:西本明
  - コーラスアレンジ: 町支寛二
10. いつだって今が始まり（4:53）
  - 作詞:夏野芹子、作曲:歌川和彦、編曲:梁邦彦
  - コーラスアレンジ: 町支寛二
11. Bluebird（4:59）
  - 作詞:吉田栄作、作曲:山田直毅、編曲:安部潤
12. 抱きしめたい（4:24）
  - 作詞:鈴木雄大、作曲:TSUKASA、編曲:西平彰
13. BORO BORO（4:59） 　 
  - 作詞:松井五郎、作曲:TSUKASA、編曲:西本明
14. MURPHY'S LAW（4:51） 　 
  - 作詞:帆苅伸子、作曲:吉田和生、編曲:井上鑑
15. 丘の上の鐘 〜I wish you a Merry Xmas〜（5:26） 　 
  - 作詞:吉田栄作、作曲:楠瀬誠志郎、編曲:十川知司
  - コーラスアレンジ: 楠瀬誠志郎
16. 今を抱きしめて（4:16） - NOA 　 
  - 作詞:白鳥瞳、作曲・編曲:YOSHIKI

### DVD-Video
- Music Video Clips

1. 抱きしめたい
2. 心の旅（Night Version）
3. プラトニック 〜あと1センチ傘が寄ったら〜
4. 導火線
5. 僕は何かを失いそうだ
6. もしも君じゃなきゃ
7. いつだって今が始まり
8. ONE WAY TRIP
9. おまえがいなけりゃ
10. 丘の上の鐘 〜I wish you a Merry Xmas〜
11. 真夏の路上 〜午前3時のWILD BOY〜（Music Version）
12. NO PROBLEM - エンディングで歌手デビュー曲「どうにかなるさ」が使用されている。